# Viktor Abel
Viktor Abel, también conocido como Victor Abel, (Kiev,Imperio ruso, 2 de diciembre de 1892-gueto de Litzmannstadt, finales de 1941) fue un experto en cine, dramaturgo y guionista de cine mudo alemán.

## Vida y trabajo
Abel, originario de la actual Ucrania, migró a Alemania en su juventud y conoció la industria cinematográfica. En 1922 empezó a escribir guiones; en sus primeros años escribió varios manuscritos para las historias de acción de piel en colaboración con Alfred Zeisler y Harry Piel. Posteriormente, como autor, pero ocasionalmente también como director, trabajó junto a Zeisler en material documental como Behind the Scenes of the Reichspost. En 1926, volvió al cine y escribió varios manuscritos para una amplia variedad de producciones de género, a menudo en colaboración con otros autores. Mientras tanto, Viktor Abel ascendió hasta convertirse en el principal dramaturgo de la UFA en la fase final de la República de Weimar. Con los albores de la era del cine sonoro, Viktor Abel cambió su profesión dentro de la industria y ahora se ocupaba del doblaje alemán de películas en lenguas extranjeras con la ayuda del llamado "ritmonomista".
Incluso después del Machtergreifung en 1933, Abel recibió de su empleador, la UFA, el encargo de dirigir un grupo de jóvenes autores. Poco después, perdió su trabajo, dejó Alemania y fue a Viena. En los siguientes cinco años no se sabe nada de él, excepto cuando escribió la guía de guion: ¿Cómo se escribe una película en 1937? Poco antes de la anexión de Austria por la Alemania hitleriana en marzo de 1938, se dice que Abel sugirió realizar un documental de advertencia titulado: La ocupación de Austria, Hitler y la guerra. Después de la anexión, huyó a Checoslovaquia, aún desocupada. Su intento de emigrar desde allí a Shanghái en 1940 fracasó. En Praga, las autoridades alemanas arrestaron al emigrante judío y lo deportaron el 21 de octubre de 1941 en el transporte B, tren Da 7, a Lodz, en el gueto de Litzmannstadt. Probablemente murió allí ese mismo año en circunstancias no muy claras.

## Filmografía
Como guionista, salvo que se indique lo contrario:
- 1922: El sobre negro.
- 1923: Rivales.
- 1923: La última batalla.
- 1924: El gran amor de una pequeña bailarina.
- 1925: Entre bastidores del Reichspost.
- 1925: Hansel y Gretel (codirector).
- 1926: La victoria de la juventud.
- 1927: Hombres antes del matrimonio.
- 1928: La chica del Spreewald.
- 1928: No hay rastro del autor.
- 1929: Señorita Lausbub.
- 1929: La Liga de los Tres.
- 1929: La novia del contrabandista de Mallorca.
- 1929: Disturbios en la casa de solteros.
- 1929: La huida del amor.